# Yongqing (köping i Kina, Sichuan, lat 29,90, long 103,66)
Yongqing (kinesiska: 永青镇, 永青) är en köping i Kina. Den ligger i provinsen Sichuan, i den sydvästra delen av landet, omkring 93 kilometer sydväst om provinshuvudstaden Chengdu.
Genomsnittlig årsnederbörd är 1 512 millimeter. Den regnigaste månaden är juli, med i genomsnitt 367 mm nederbörd, och den torraste är januari, med 14 mm nederbörd.